# Corde vocale
Pour les articles homonymes, voir Corde.

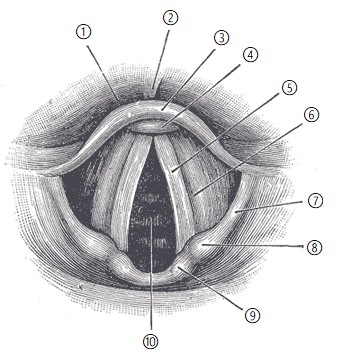
Vue laryngoscopique des cordes vocales : 1 Vallécule - 2 Repli glosso-épiglottique médian - 3 Épiglotte - 4 Tubercule de l'épiglotte - 5 Corde vocale - 6 Pli vestibulaire - 7 Repli ary-épiglottique - 8 Cartilage cunéiforme - 9 Cartilage corniculé - 10 Trachée.

Image animée montrant les cordes vocales en mouvement lors de la phonation.

Les cordes vocales, plus justement appelées les plis vocaux, sont un des organes musculaires de la phonation constitué de replis fermes et souples à la fois des membranes muqueuses du larynx dont la vibration produit les sons vocaux — cri, langage, chant.
Au nombre de deux, les plis vocaux peuvent être complètement relâchés, écartés (comme pour la respiration libre), totalement bloqués ou en position intermédiaire de telle sorte qu'ils s'accolent, et que le flux d'air expiré les mette en vibration : cela produit le son de la voix chantée, ou tous les sons voisés du langage.

## Historique
L'anatomiste Antoine Ferrein est le premier à utiliser dans son mémoire De la formation de la voix de l'homme (1741) le terme de « cordes vocales ». Celles-ci vibrent, d'après lui, comme les fils d'un instrument à cordes, la longueur des cordes étant le principal paramètre acoustique. Il écrit : « J'ai cru trouver dans les lèvres de la glotte des cordes capables de trembler comme celles d'une viole ». Cette analogie incorrecte est devenue si populaire que les plis vocaux sont encore communément, mais improprement appelés cordes vocales.

## Description anatomique
Les cordes vocales sont tendues, dans le larynx, de l'angle rentrant du cartilage thyroïde (celui qui, ayant un angle de 90° chez l'homme donne le relief de la pomme d'Adam) à l'apophyse vocale des cartilages aryténoïdes.
Elles sont composées de plusieurs couches de structures différentes :
- le muscle vocal
- puis la lamina propria qui regroupe trois couches : profonde, moyenne et superficielle.

Les couches profondes et moyennes sont formées par le ligament vocal. La couche superficielle est un espace de glissement appelé espace de Reinke. Ces différentes épaisseurs sont recouvertes de muqueuse plus ou moins visqueuse.
De couleur blanc nacré, les cordes vocales sont des muscles de 23 mm en moyenne de longueur chez l'homme et de 19 mm en moyenne chez la femme, de 2 à 4 mm d'épaisseur, recouverts de muqueuses, qui se contractent en fonction de la respiration, de la déglutition, de la toux, du rire.
Elles sont écartées lorsque le sujet respire, rapprochées quand il déglutit.
Les cordes vocales sont innervées par les branches du nerf vague que sont le nerf laryngé supérieur (se divisant lui même en nerf  laryngé interne et nerf laryngé externe) et le nerf laryngé récurrent (ou nerf laryngé inférieur). Le rameau interne du nerf laryngé supérieur est essentiellement sensitif tandis que le rameau externe est moteur et innerve le muscle cricothyroïdien. Le nerf laryngé récurrent est moteur pour tous les muscles intrinsèques du larynx, à l'exception du muscle cricothyroïdien mais aussi sensitif sous le niveau des plis vocaux.

## Fonction linguistique
L'appareil phonatoire comprend le larynx, mais aussi la soufflerie (abdomen et thorax) et les résonateurs (cavité orale, fosses nasales...). Le blocage des cordes vocales produit le coup de glotte typique des langues sémitiques. Leur vibration permet de prononcer les voyelles et les consonnes sonores ou voisées. Lorsqu'ils ne s'accolent pas, les sons produits seront sourds (ou non-voisés).